# Edward Madigan
Edward Rell Madigan, född 13 januari 1936, död 7 december 1994, var en amerikansk republikan från Lincoln, Illinois. Han arbetade nästan i 20 år i USA:s representanthus och var jordbruksminister för George H.W. Bush mellan åren 1991 till 1993.